# Torre de Juan Abad
Torre de Juan Abad település Spanyolországban, Ciudad Real tartományban. Torre de Juan Abad Valdepeñas, Montiel, Cózar, Almedina, Villamanrique, Santisteban del Puerto, Castellar de Santiago, Viso del Marqués, Santa Cruz de Mudela és Torrenueva községekkel határos. Lakosainak száma 944 fő (2024).

## Népesség
A település népessége az elmúlt években az alábbi módon változott:
| Lakosok száma | 1376 | 1349 | 1335 | 1259 | 1224 | 1139 | 1081 | 995  | 990  | 944  |
|               | 2001 | 2004 | 2006 | 2009 | 2011 | 2014 | 2016 | 2019 | 2021 | 2024 |